# Liste der Monuments historiques in Saint-Loup-de-Buffigny
Die Liste der Monuments historiques in Saint-Loup-de-Buffigny führt die Monuments historiques in der französischen Gemeinde Saint-Loup-de-Buffigny auf.

## Liste der Immobilien
| Bezeichnung               | Beschreibung | Standort                 | Kennzeichnung | Schutzstatus | Datum | Bild           |
| ------------------------- | ------------ | ------------------------ | ------------- | ------------ | ----- | -------------- |
| Menhir La Pierre à l’Abbé |              | südlich des Ortes (Lage) | PA00125375    | Inscrit      | 1993  | weitere Bilder |